# 燃煤發電廠

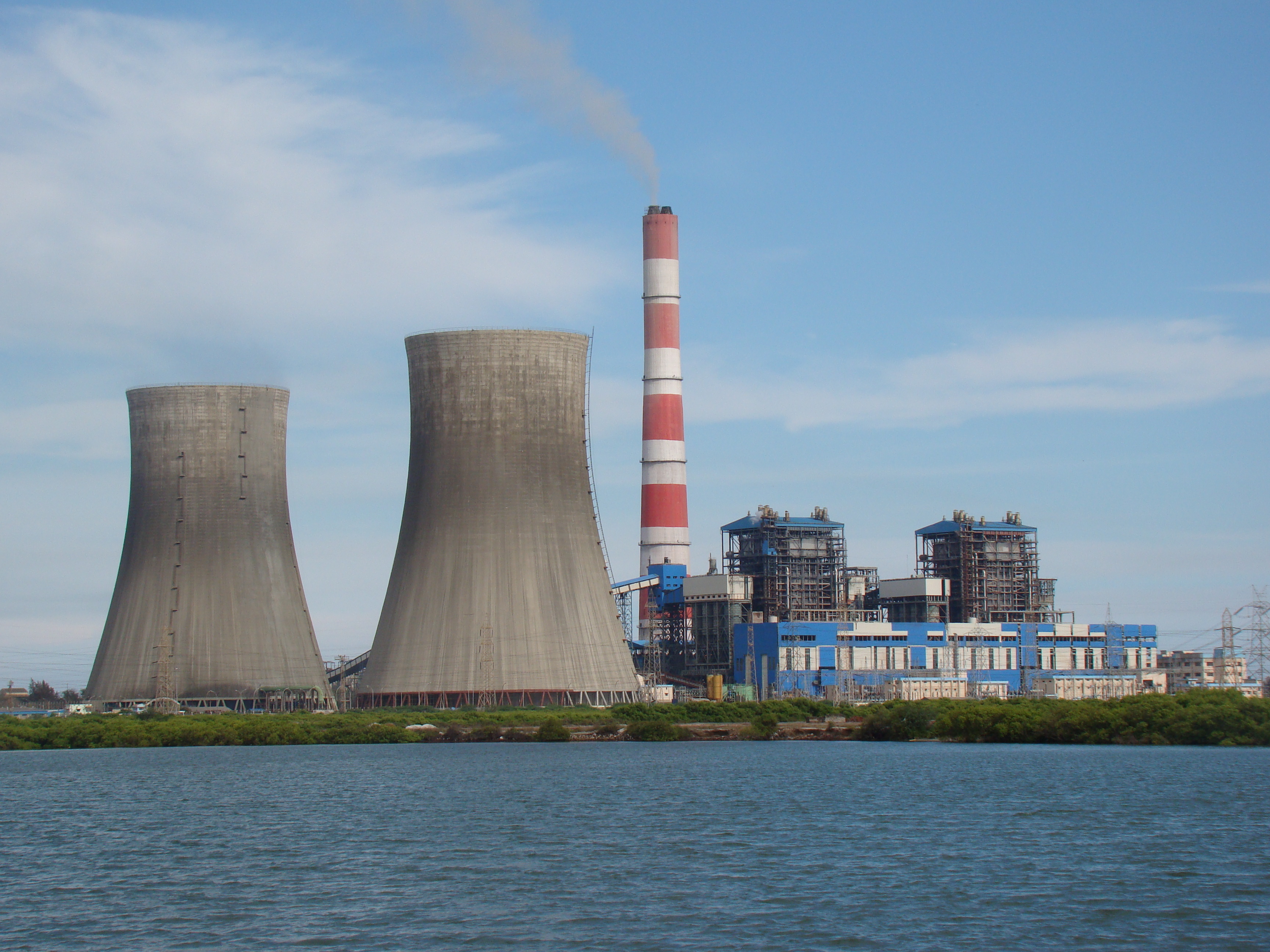
印度杜蒂戈林的一座燃煤發電廠

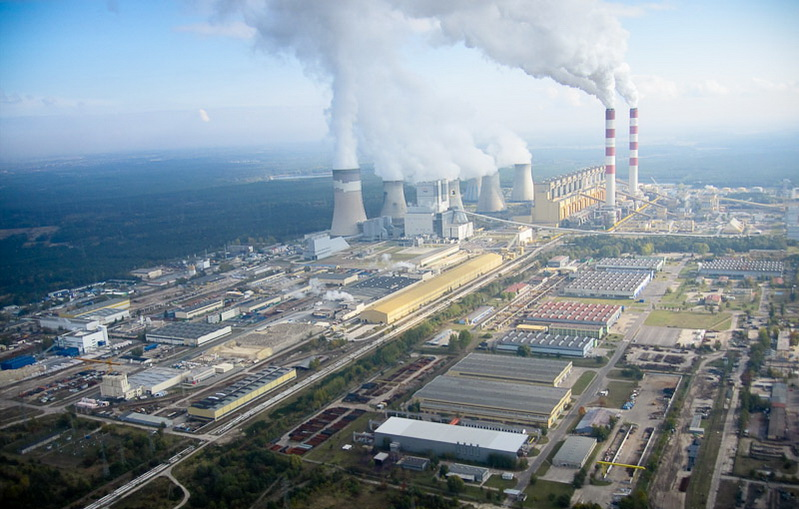
波兰貝烏哈圖夫的一座燃煤發電廠

燃煤發電廠是一个通過燃烧煤炭來发电的火力發電廠。截至21世紀20年代初，燃煤發電廠的发电量占世界总量的三分之一，但每年造成的空氣污染導致数十万人过早死亡。
被送往燃煤發電廠的煤通常先被粉碎，然后被送往煤粉锅炉中燃烧。同時炉子產生的热量将锅炉水转化为蒸汽，然后這些蒸汽讓涡轮发动机旋转，从而带动发电机發電。這當中煤储存的化学能依次转化为热能、机械能，最后转化为电能。

## 建設與污染問題
燃煤發電廠每年排放超过10公噸的二氧化碳，约占世界温室气体排放量的五分之一，因此是造成气候变化的首要原因。2020年，燃煤發電廠的數量开始有所下降 ，因为欧洲和美国開始清退燃煤發電廠，但同时亚洲仍在建造燃煤發電廠，這些新建的燃煤發電廠几乎全部由中華人民共和国资助。而煤炭行业给其他人造成的健康和环境成本在一些國家其實並没有计入发电成本，所以建造燃煤發電廠依然有利可圖。不過，在2021年9月第76屆聯合國大會氣候演講上，時任中共中央總書記習近平以視頻方式發言，宣佈停止海外建設煤炭发电廠，該政策受德國媒體高度關注，稱這是「近年來最爆炸性」的消息之一，標誌著中國對綠能態度的轉折與決心，美氣候特使則讚許為重大貢獻。但2023年隨著中國經濟下行，改以建造廉價成本燃煤發電廠，佔世界新建造燃煤電廠的三分之二。同時印度也新建造燃煤發電廠，印度80%電力來自煤炭。
联合国秘书长古特雷斯曾表示，经济合作与发展组织国家应在2030年之前停止使用煤炭发电，世界其他地区应在2040年之前停止使用煤炭发电。